# Simon d'Armentières
Simon d'Armentières, ou Simon de La Charité (né en France et mort après le 7 mai 1297 à Rome) est un cardinal français. Il est membre de l'ordre des bénédictins de Cluny.

## Biographie
Simon d'Armentières est prieur de l'abbaye de Coincy, chambellan de l'abbaye de Cluny et prieur de l'abbaye de La Charité-sur-Loire en 1275.
Le pape Célestin V le crée cardinal lors du consistoire du 18 septembre 1294. Le cardinal d'Armentières participe au conclave de 1294 (élection de Boniface VIII).